# Gairdner (rivier in West-Australië)
De Gairdner is een rivier in de regio Great Southern in West-Australië.

## Geschiedenis
De Gairdner werd tijdens een verkenning in 1848 door John Septimus Roe naar Gordon Gairdner van het Colonial Office in Londen vernoemd.

## Geografie
De Gairdner ontspringt op een hoogte van ongeveer 320 meter nabij 'Lake Magnenta' tussen Needilup en Jacup. Ze stroomt zuidoostwaarts, door de 'Darlingup Spring', en mondt uit in de Gordon Inlet.
De rivier wordt gevoed door onder meer onderstaande waterlopen:
- Cobomup Creek (256m)
- Needilup River (255m)
- Pingamup Gully (252m)
- Spring Creek (234m)
- The Brook (232m)
- Wilgerup Creek (223m)
- Scott Creek (216m)
- Duleep Creek (200m).

## Ecologie
In de jaren 1950-60 werd het grootste deel van het 1.770 vierkante kilometer grote stroomgebied van de Gairdner voor landbouw en veeteelt in cultuur gebracht. Als resultaat is 60% ervan ontbost en kent de rivier een hoge saliniteit. Het rivierwater bevat eveneens een te hoge concentratie aan voedingsstoffen. Wanneer de rivier stroomt bevat ze hoge concentraties fosfaten.
Het stroomgebied van de rivier kent een jaarlijkse gemiddelde neerslag tussen 400 en 600 millimeter.